# 拉夫茨
拉夫茲（德語：Rafz）是瑞士联邦苏黎世州比拉赫区的市镇。该市镇面积为10.74平方千米，海拔高度419米，2018年12月31日人口数为4,576。

## 外部連結
- 拉夫茨官方网站 （页面存档备份，存于） （德文）